# 鎌倉市立御成小学校

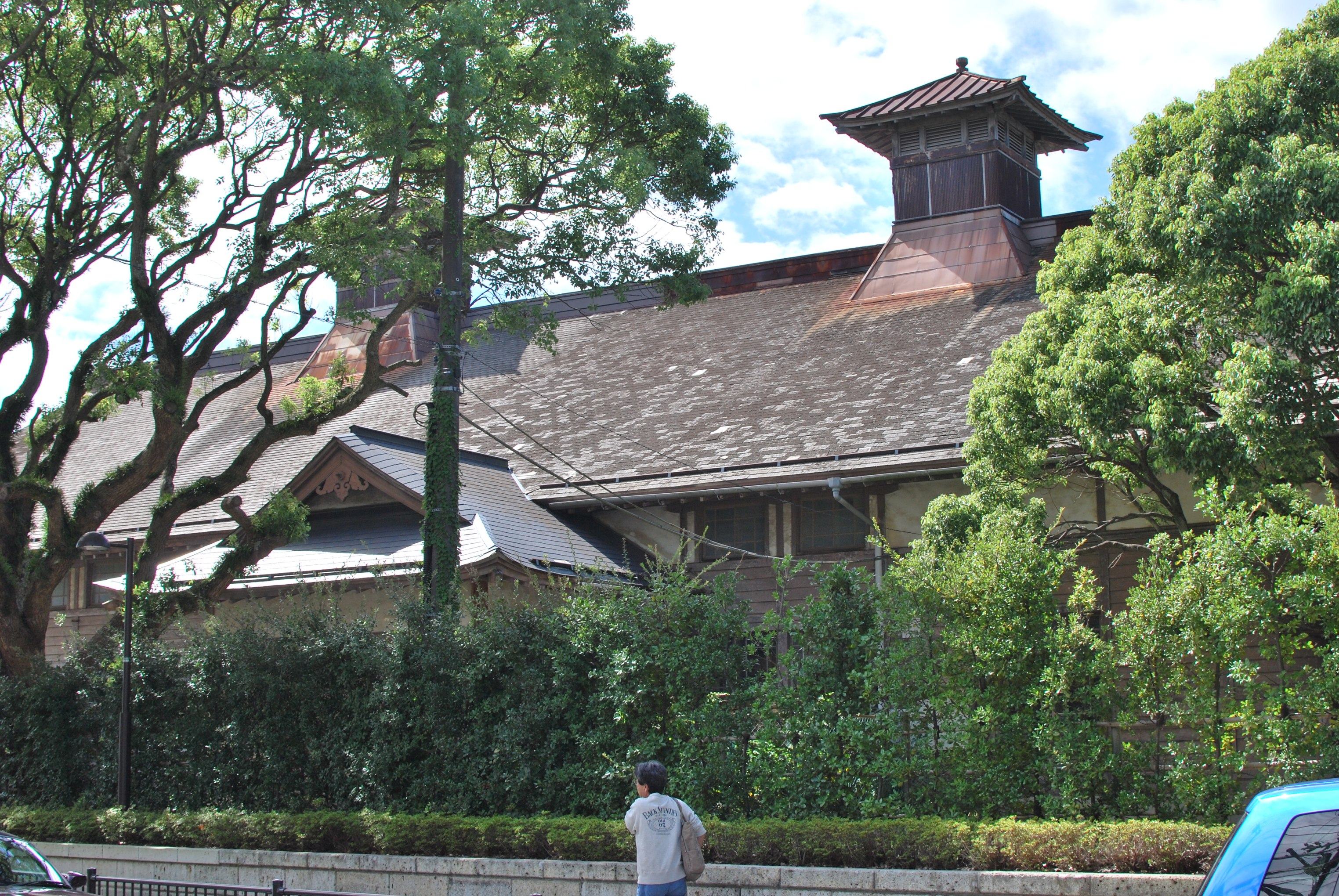
旧講堂

鎌倉市立御成小学校（かまくらしりつ おなりしょうがっこう）は、神奈川県鎌倉市御成町にある公立小学校。校内敷地は約4万m2。
正門の御成門に架けられている校名の看板は高浜虚子筆によるもの。正門前にはかつて鎌倉時代に問注所が建っていた事を示す石碑が建っている。なお学校の敷地ほぼ全域が鎌倉郡の郡衙跡（今小路西遺跡）であると推定されており、敷地内では度々考古学調査が行われている。

## 沿革

### 略歴
1931年（昭和6年）8月10日に鎌倉御用邸が廃止され、その敷地が鎌倉郡鎌倉町（現在の鎌倉市）へ払い下げられた。この御用邸跡地に鎌倉町は小学校を建てる事を決めた。この小学校は1933年（昭和8年）12月に落成し、鎌倉郡立御成尋常高等小学校と名付けられ、開校した。校門は当時のままに冠木門を利用し、校名・校章は、かつて校地に御用邸が存在した故事に因んで制定された。
1947年（昭和22年）4月に鎌倉市立御成小学校へ改称し今に至る。
開校当時の校舎は木製だったが昭和50年代に入り第二次ベビーブーム世代が入学するようになると総生徒数が1000人を超し、1クラスに40人以上を収容するという過密状態となっていたため「将来の生徒数の増加に現校舎は対応できない」との理由と当時の箱物推進の風潮もあり鉄筋コンクリート製校舎への建替が検討された。しかし提案された建替え計画案には不備が多く、「周辺環境に悪影響を与える」、「税金の無駄使い」と地域住民や識者から反対運動が起こり、市役所、教育委員会と反対派の間で話し合いが行われる事となった。
そんな中、1983年（昭和58年）に3号校舎が火災で焼失。火の気のない床下からの出火、被疑者は不明のまま「子供の火遊び」が原因とされているが、火災発生当日は「御成こどもの日」という文化祭が行われており第三者の出入りも比較的容易な日だった。 
平成に入り2号校舎の東側（鎌倉駅側）半分を解体。すでに少子化の傾向が出始めていたが開校当初と比べて約半分の教室数となっていたため、当初の「将来の生徒数の増加に現校舎は対応できない」という建替え理由を維持する形となる。十数年に渡る話し合いの末、最終的には材質こそ鉄筋コンクリート製ではあるが一部旧校舎の部材を使用し、周辺の環境と調和する木造風デザインの2階建て校舎が建てられた。なおこの建替えに伴って基礎工事を行った際に今小路西遺跡が発見された。
2017年（平成29年）6月、旧講堂が国の登録有形文化財となった。

### 年表
（年表の主要な出典）
- 1933年（昭和8年）
  - 10月 : 鎌倉御用邸の払い下げを受け、木造校舎完成。
  - 12月 : 鎌倉郡御成尋常高等小学校として授業開始。
- 1937年5月 : ヘレン・ケラーが来校、講堂で講演した。
- 1941年4月 ：　国民学校令により、鎌倉市立御成国民学校と改称。
- 1947年4月 : 学校教育法により、鎌倉市立御成小学校と改称。
- 1955年9月 : 校門落成。
- 1958年9月 : 児童図書館落成。
- 1964年8月 : 旧宮内庁用地を鎌倉市が買収、運動場を拡張。
- 1959年9月 : プール完成。
- 1983年3月 : 火災により3号棟焼失。
- 1998年（平成10年）12月 : 校舎改築。
- 2006年3月 : 御成門改修。

## 進学先中学校
この学校を卒業したほとんどの児童は　鎌倉市立御成中学校に入学する。

## 著名な出身者
- 堺正章（タレント、歌手、司会者）
- 桑野光正（元ヤマダ電機社長）
- 養老孟司（東京大学名誉教授）
- 中村粲（獨協大学名誉教授）
- 内藤洋子（女優）
- 三谷たくみ（歌手）
- 石原伸晃（政治家、元自由民主党幹事長）
- 松田詠太郎（プロサッカー選手）
- 佐川一政（著述家、パリ人肉事件）
- 中村竜(俳優、プロサーファー、経営者)